# Скнаровка
Скнаровка (на руски: Скнаровка) е село в Кантемировски район на Воронежка област на Русия. Разположено е на бреговете на рекичката Богучарка, на 16 km от Кантемировка и на 5 km от Смаглеевка.
Влиза в състава на селището от селски тип Смаглеевское.

## География

### Улици
- ул. Коммунистическая,
- ул. Ленина,
- ул. Мира,
- ул. Октябрьская,
- ул. Пионерская,
- ул. Победы,
- ул. Широкая,
- пер. Центральный.

## История
Селото възниква през 1750 г. През 1892 г. към местната църква е открито енорийско училище за 89 ученика. През 1896 г. в селото е построена мелница. В началото на 20 век Скнаровка има 217 къщи и 1725 жители. Ежегодно се провеждат два панаира.
През годините на Втората световна война на фронта отиват 213 души, като не се завръщат 114. В тяхна памет, в селото е поставен паметник.
По данни от 1995 г., в селото живеят 488 души, има 189 къщи, селски клуб, училище и магазин.

## Население
| 2010 |
| ---- |
| 429  |